# حسین عشیو
حسین عشیو (انگلیسی: Hocine Achiou؛ زادهٔ ۲۷ آوریل ۱۹۷۹) بازیکن فوتبال اهل الجزایر است.
از باشگاه‌هایی که در آن بازی کرده‌است می‌توان به باشگاه فوتبال المپیک شلف، باشگاه فوتبال مولودیه وهران، باشگاه فوتبال القبائل، باشگاه فوتبال اتحاد الجزایر و باشگاه فوتبال قسنطینه اشاره کرد.
وی همچنین در تیم ملی فوتبال الجزایر بازی کرده‌است.